# Сен е Марн
Сен е Марн (на френски: Seine-et-Marne, „Сена и Марна“) е департамент в регион Ил дьо Франс, северна Франция. Образуван е през 1790 година от части на дотогавашните провинции Ил дьо Франс и Шампан. Площта му е 5915 km², а населението – 1 313 414 души (2009). Административен център е град Мелюн.